# 弗朗切斯科·格拉齐亚尼
弗朗切斯科·格拉齐亚尼（義大利語：Francesco Graziani，1952年12月16日—），意大利男子足球运动员，场上位置是前锋。他曾代表意大利国家队参加1978年和1982年国际足联世界杯，其中1982年世界杯获得冠军。